# Caren Pistorius
Caren Pistorius naît le 30 septembre 1990 à Rustenburg en Afrique du Sud. Elle est une actrice sud-africano-néo-zélandaise.

## Biographie
Caren Pistorius naît à Rustenburg en Afrique du Sud le 30 septembre 1990. À l'âge de 12 ans, elle et sa famille émigrent en Nouvelle-Zélande,.
Elle est une actrice sud-africano-néo-zélandaise, connue principalement pour ses rôles dans Slow West, en 2015, Une vie entre deux océans, en 2016, et Enragé, en 2020, film où elle tient son premier rôle principal.